# Robert Faller
Pour les articles homonymes, voir Faller.
Robert Faller, né le 16 avril 1924 au Locle et mort le 24 juin 1983 à Lausanne, est un violoniste, corniste, chef d'orchestre, chef de chœur et enseignant vaudois.

## Biographie
Troisième enfant de Charles Faller et de la cantatrice Caroline Mathil, dite Caro F., Robert Faller naît dans une famille éminemment musicienne puisque ses sœurs Élise (née en 1915) et Andrée (née en 1919) seront respectivement pianiste et violoncelliste. Il étudie le violon, le cor et la direction au Conservatoire de musique de La Chaux-de-Fonds, fondé par son père en 1927, puis au Conservatoire de Berne. Il joue durant un an à l'orchestre de Saint-Gall puis poursuit ses études à Paris auprès de Georges Enesco. Plus tard, il se perfectionne encore en direction d'ensemble auprès de Rafael Kubelik (1961-1962) puis d'Igor Markevitch, dont il est l'assistant (1967-1983).
Lorsqu'il revient en Suisse, Robert Faller est engagé en 1948 comme violoniste puis comme cor solo à l'Orchestre de chambre de Lausanne (OCL). Il enseigne le cor au Conservatoire de Lausanne à partir de 1953. À la mort de son père, en 1956, il reprend ses fonctions. Il dirige alors le Conservatoire de musique de La Chaux-de-Fonds, où il enseigne également le cor. Il compte parmi ses élèves le corniste français Jean-François Taillard ainsi que le corniste franco-suisse Bruno Schneider, professeur au Conservatoire de musique de Genève.
Il reprend également l'activité de direction de chœur de son père, et dirige le Chœur Faller dès 1956. Il élargit le répertoire du chœur en l'ouvrant au premier baroque, faisant découvrir au public Jephté de Carissimi et les Vêpres de 1610 de Monteverdi. Il enregistre en 1969 pour le label Erato l'oratorio Golgotha de Frank Martin avec l'Orchestre symphonique et universitaire de Lausanne et le Chœur Faller auquel se joint pour l'occasion le Chœur de l'Université de Lausanne, placés sous sa baguette. Le disque reçoit le prix Honegger et sera réédité en 1992. Le Chœur Faller devient alors l'invité régulier du Festival estival de Paris où Robert Faller lui fait chanter Le Martyre de saint Sébastien de Debussy, les Scènes de Faust de Schumann et le Requiem de Verdi. Robert Faller a également présidé l'Association des musiciens suisses jusqu'en 1981 et en est devenu alors président d'honneur.
Robert Faller meurt prématurément le 24 juin 1983, à cinquante-neuf ans, emporté par une grave maladie. Un film a été réalisé en hommage par Jean-Claude Diserens et Robert Tuscher. Robert Faller est le père d'Olivier Faller, violoncelliste.

## Sources
- « Robert Faller », sur la base de données des personnalités vaudoises sur la plateforme « Patrinum » de la Bibliothèque cantonale et universitaire de Lausanne.
- Martin, Frank, Golgotha, oratorio, Orchestre symphonique, Chœur Faller, Chœur de l'université de Lausanne, dir. Robert Faller, Erato, 1969/1992, Cote BCUL : DCM 6804
- Corbaz, Aimé, "En mémoire de Robert Faller: un Requiem plein d'espoir", La Tribune de Lausanne, 1984/01/21, p. 10
- "La musique en deuil" et Tétaz, Numa F., "Le Don de la sympathie", 24 Heures, 1985/06/25-26, p. 25
- Matter, Jean, "Imposant Requiem de Verdi à Beaulieu", La Tribune de Lausanne, 1982/04/26, p. 10
- Creux, Georges, "Intense Passion selon saint Matthieu", 24 Heures, 1981/03/31, p. 41
- Jaccard, Jean-Claude, "La Passion selon saint Matthieu par le Chœur Faller", Feuille d'avis de Lausanne, 1970/03/23.